# Misao Fujimura
Pour les articles homonymes, voir Fujimura.
Misao Fujimura (藤村 操, Fujimura Misao, Juillet 1886 – 22 mai 1903) est un étudiant en philosophie et poète japonais, connu en grande partie pour son poème d'adieu.

## Biographie
Fujimura naît en Hokkaidō. Son grand-père est un ancien samouraï du domaine de Morioka, et son père est transféré en Hokkaidō après la restauration Meiji comme directeur de l'établissement prédécesseur de la Hokkaido Bank (en). Diplômé du collège de Sapporo, Fujimura s'installe à Tokyo où il fréquente une école préparatoire à l'entre de l'université impériale de Tokyo. 
Il se rend aux chutes de Kegon à Nikkō, espace scénique renommé, et écrit son poème d'adieu directement sur le tronc d'un arbre avant de se suicider. Sa tombe se trouve au cimetière d'Aoyama à Tokyo.
L'histoire fait bientôt la une des journaux contemporains et est commentée par le célèbre écrivain Natsume Sōseki, professeur d'anglais au lycée de Fujimura. Plus tard, Sōseki évoque ce suicide dans son roman Kusamakura.

## Galerie d'images

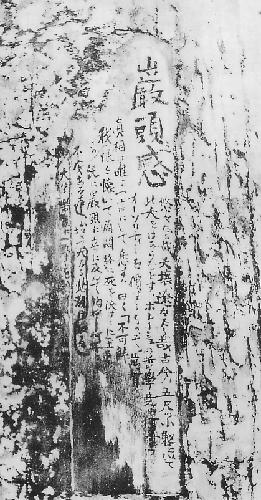
Poème d'adieu de Misao Fujimura.
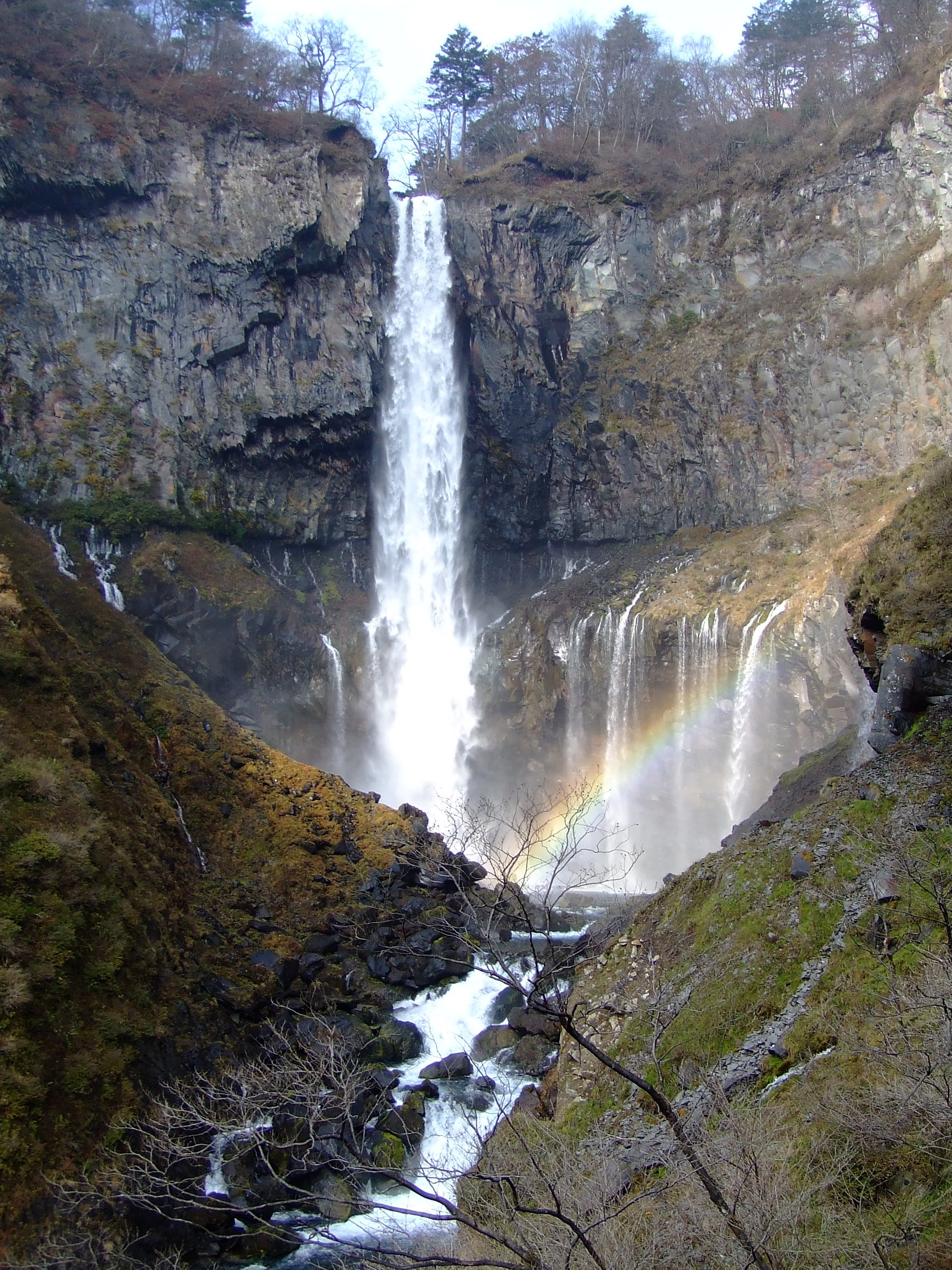
Chutes de Kegon.
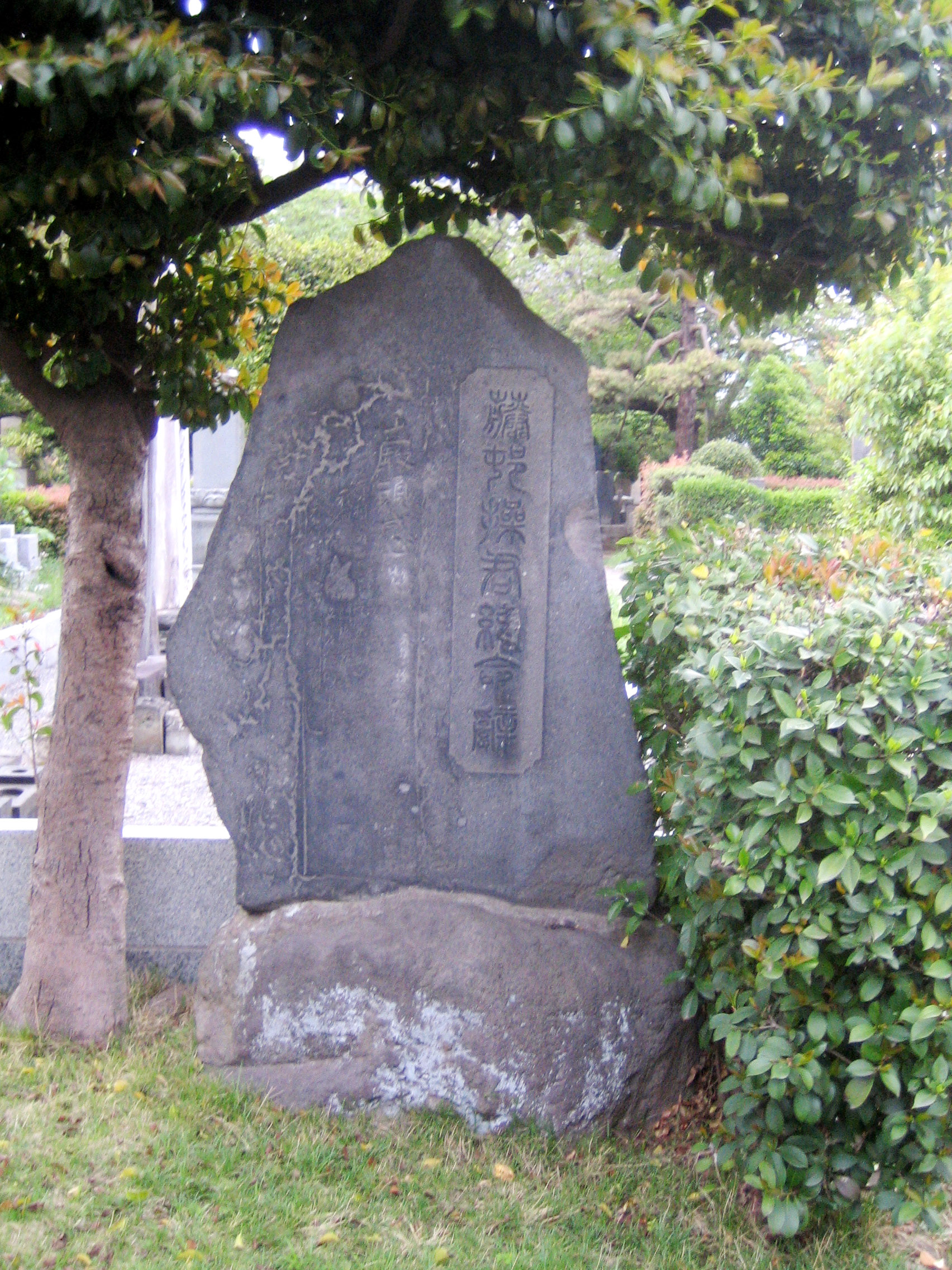
Pierre tombale de Fujimura.

## Poème
| Japonais | Texte romanisé |
| --- | --- |
| 巌頭之感 悠々たる哉天壌、 遼々たる哉古今、 五尺の小躯を以て此大をはからんとす。 ホレーショの哲学竟に何等のオーソリテーを価するものぞ。 万有の真相は唯一言にして悉す、 曰く「不可解」。 我この恨を懐て煩悶終に死を決するに至る。 既に巌頭に立つに及んで 胸中何等の不安あるなし。 始めて知る 大なる悲観は大なる楽観に一致するを | Gantō no kan Yūyū taru kana tenjō, Ryōryō taru kana kokon, Go-shaku no shōku o motte kono dai o hakarantosu. Horēsho no tetsugaku tsui ni nanra no ōsoritē o atai suru mono zo. Ban’yū no shinsō wa tada hito koto ni shite tsukusu, Iwaku “fukakai”. Ware kono urami o idaite hammon tsui ni shi o kessuru ni itaru. Sude ni gantō tatsu ni oyonde kyōchū nanra no fuan arunashi. Hajimete shiru dai naru hikan wa dai naru rakkan ni itchi suru o |
| Traduction en anglais | En français |
| How immense the universe is! How eternal history is! I wanted to measure the immensity with this puny five-foot body. What authority has Horatio’s philosophy?* The true nature of the whole creation. Is in one word – “unfathomable.” With this regret, I am determined to die. Standing on a rock on the top of a waterfall. I have no anxiety. I recognize for the first time. Great pessimism is nothing but great optimism. | Sentiments du haut du rocher Comme l'univers est infini ! Comme l'Histoire est éternelle ! Je suis sur le point de mesurer cette immensité avec mon corps chétif de cinq pieds de haut. Quelle autorité a finalement la philosophie d'Horatio ? * La vraie nature de toute la création. Tient en un mot – « impénétrable ». Ce regret au fond de moi, je finis par choisir la mort. Déjà debout sur le haut du rocher Il n'y a aucune inquiétude en mon cœur. Je suis conscient pour la première fois Qu'un pessimisme grandissant concorde avec un optimisme grandissant. |

* Il y a deux interprétations pour ce vers qui fait référence à la « philosophie de Horatio » :
1. Il est généralement associé au discours du Hamlet de Shakespeare à son ami Horatio dans le premier acte, scène 5 : There are more things in heaven and earth, Horatio. Than are dreamt of in your philosophy (« Il y a plus de choses sur la terre et dans le ciel, Horatio, qu'il n'en est rêvé dans ta philosophie »“)
2. Le philologe de littérature classique occidentale Kiichiro Itsumi dans son livre Ratin-go no Hanashi (ラテン語のはなし. Taishūkan Shoten, 2000,  (ISBN 978-4-469-21262-4)), identifie Horatio avec le poète romain Horace. Fujimura critique donc l'attitude épicurienne du carpe diem de Horace.

## Hammonki
En mai 1907, paraît chez l’éditeur Yanagi Shobō le livre Hammonki (煩悶記), que Fujimura aurait écrit quatre ans après sa mort officielle. Dans ce livre, le prétendu Fujimura écrit qu'il ne s'est pas suicidé mais s'est caché, puis a navigué sur un bateau pirate dans le monde et finalement est arrivé en France. Le livre a été immédiatement interdit par les autorités après publication, d'une part pour éviter d'autres actes d'imitation, d'autre part, sans doute aussi à cause de son contenu anarcho-socialiste. Seulement trois exemplaires du livre sont connus. L'un appartenait au critique littéraire Tanizawa Eiichi (谷沢永一), dont on a longtemps cru que c'était le seul exemplaire conservé. Un autre au professeur de littérature Noma Kōshin (野間光辰). La découverte d'un troisième exemplaire a causé une grande sensation. Il s'est vendu à l'édition 2005 du festival du livre de Kanda Furuhon Matsuri (神田古本まつり) pour la somme de 1 470 000 ¥.